# Brânca-ursului
Brânca ursului  (Heracleum sphondylium) este o specie de plante din familia Apiaceae, numele plantei provine de la forma asemănătoare a frunzelor cu laba ursului. Planta este perenă fiind răspândită în Europa, unde se poate întâlni în păduri.
Este o plantă care preferă zonele montane și submontane de la noi din țară, unde crește pe malul pâraielor și în locurile umede și nisipoase. Ajunge înaltă de până la 2 metri, are florile albe și frunzele mari, adânc crestate. Are un miros specific, foarte aromat și ușor înțepător, care este inconfundabil.

## Specii din genulHeracleum
- Heracleum asperum
- Heracleum bivittatum H. de Boissieu
- Heracleum cachemiricum C.B.Clarke
- Heracleum candicans Wall. ex DC.
- Heracleum canescens Lindl. (Sin.: Heracleum hirsutum Edgew.)
- Heracleum dissectifolium K.T.Fu
- Heracleum dissectum Ledeb.
- Heracleum fargesii H. de Boissieu
- Heracleum forrestii H.Wolff
- Heracleum franchetii M.Hiroe
- Heracleum grande (Dalzell & A.Gibson) P.K.Mukh.
- Heracleum hemsleyanum Diels
- Heracleum henryi H.Wolff
- Heracleum kingdonii H.Wolff
- Heracleum lallii C.Norman (Syn.: Tetrataenium lallii (Norman) A.-M.Cauwet-Marc.J.Carbonnier & M.Farille)
- Heracleum leucocarpum Aitch. & Hemsl. (Syn.: Heracleum afghanicum Kitam.)
- (Heracleum mantegazzianum Sommier & Levier)
- Heracleum millefolium Diels
- Heracleum moellendorffii Hance
- Heracleum nepalense D.Don
- Heracleum nyalamense R.H.Shan & T.S.Wang
- Heracleum olgae Regel & Schmalhausen
- Heracleum oreocharis H.Wolff
- Heracleum pastinacifolium K.Koch
- Heracleum persicum Desf.
- Heracleum pinnatum C.B.Clarke
- Heracleum polyadenum Rech. f. & Riedl
- Heracleum ponticum (Lipsky) Schischk. ex Grossh. (Sin.: Heracleum cyclocarpum var. ponticum Lipsky)
- Heracleum pubescens (Hoffm.) M.Bieb. (Syn.: Sphondylium pubescens Hoffm.)
- Heracleum rapula Franchet
- Heracleum rigens Wall. ex DC.
- Heracleum scabridum Franchet
- Heracleum sosnowskyi Manden.
- Heracleum souliei H. de Boissieu
- Heracleum sphondylium L.:
  - Heracleum sphondylium subsp. montanum (Schleich. ex Gaudin) Briq. (Sin.: Heracleum lanatum Michx., Heracleum maximum W.Bartram si Heracleum montanum Schleich. ex Gaudin)
  - Heracleum sphondylium subsp. sibiricum (L.) Simonk. (Syn.: Heracleum sibiricum L.)
  - Heracleum sphondylium subsp. sphondylium
  - Heracleum sphondylium subsp. ternatum (Velen.) Brummitt (Syn.: Heracleum ternatum Velen.)
  - Heracleum sphondylium subsp. transsilvanicum (Schur) Brummitt (Sin.: Heracleum palmatum Baumg. si Heracleum transsilvanicum Schur)
- Heracleum stenopteroides Fedde ex H.Wolff
- Heracleum stenopterum Diels
- Heracleum stevenii Manden. (Syn.: Heracleum laciniatum auct. si Heracleum villosum auct.; această specie se poate găsi în Norvegia de Nord)
- Heracleum subtomentellum C.Y.Wu & M.L.Sheh
- Heracleum tiliifolium H.Wolff
- Heracleum tuberosum Molina.
- Heracleum vicinum H. de Boissieu
- Heracleum wallichii DC.
- Heracleum wenchuanense F.T.Pu & X.J.He
- Heracleum wilhelmsii Fisch. & Avé-Lall.
- Heracleum wolongense F.T.Pu & X.J.He
- Heracleum xiaojinense F.T.Pu & X.J.He
- Heracleum yungningense Handel-Mazzetti
- Heracleum yunnanense Franchet